# Sceptrophasma
Sceptrophasma är ett släkte av insekter. Sceptrophasma ingår i familjen Diapheromeridae.
Kladogram enligt Catalogue of Life:
| Sceptrophasma | \| \| Sceptrophasma bituberculatum \| \| \| \| \| \| Sceptrophasma hispidulum \| \| \| \| \| \| Sceptrophasma humilis \| \| \| \| \| \| Sceptrophasma langkawicense \| \| \| \| |
|               | \| \| Sceptrophasma bituberculatum \| \| \| \| \| \| Sceptrophasma hispidulum \| \| \| \| \| \| Sceptrophasma humilis \| \| \| \| \| \| Sceptrophasma langkawicense \| \| \| \| |
|               | Sceptrophasma bituberculatum |
|               | |
|               | Sceptrophasma hispidulum |
|               | |
|               | Sceptrophasma humilis |
|               | |
|               | Sceptrophasma langkawicense |
|               | |